# Karl Finsterwalder
Karl Finsterwalder (* 14. April 1900 in Rosenheim; † 9. Januar 1995 ebenda) war ein deutscher Sprachwissenschaftler, Topograph und Geograph.

## Leben
Seit 1928 nahm Finsterwalder Flurnamen in den Alpen auf, die er ab 1930 in die Karten des Alpenvereins einarbeitete. 1930 promovierte er unter Josef Schatz. Seit 1941 war Finsterwalder Lehrbeauftragter an der Universität Innsbruck. Zur Zeit der Operationszone Alpenvorland fungierte er als Mitarbeiter des SS-Ahnenerbes. Er veröffentlichte rund 300 Aufsätze zur Orts- und Flurnamenforschung in Tirol. Diese wurden ab 1990 in drei Bänden neu herausgegeben. Karl Finsterwalder ist der Neffe des Mathematikers und Geodäten Sebastian Finsterwalder sowie Onkel des Kartografen Rüdiger Finsterwalder.

## Auszeichnungen
1994 wurde Finsterwalder die Michael-Gamper-Medaille verliehen.